# الكلية الأردنية السودانية
الكلية الأردنية السودانية للعلوم والتكنولوجيا هي ثمرة تعاون أردني سوداني يمثلها مجموعة من الأساتذة ذوي الخبرة الأكاديمية العالية وأسست على ركيزة مناهج وتخصصات أكاديمية متطورة، وأنشأت في عام 2000م في مبنى الخرطوم – العمارات – شارع 53، وبدأ أول فصل دراسي بنفس العام وتم نقلها بعد أحد عشر عام في 2011م إلى المقر الدائم بالخرطوم – اللاماب على مساحة قدرها ست وعشرون ألف متر مربع مقسمة إلى مبنيين :
مبنى الهندسة : والذي يشتمل على طابقين وعدد من القاعات وورش ومعامل ومكتبة عامة ومكتبة إلكترونية والمساحة التي بها مبنى الهندسة هي 9000متر مربع وتتسع لعدد آخر من المباني مستقبلاً.
مبنى التقنية: والذي يشمل على ثلاثة طوابق وعدد من القاعات ومساحة خضراء كبيرة وجاري العمل على بناء الطابق الرابع , والمساحة التي بها مبنى التقنية نحو 16000متر مربع وتوجد بها الملاعب والكافتريا والمصلى.
وجاري العمل على المزيد من تطوير وبناء ماهو جديد ليزيد من المسيرة الأكاديمية وتطوير المؤسسة.

## الأقسام والتخصصات
- الهندسة الكهربائية والإلكترونية والاتصالات.
- علوم الحاسوب.
- نظم المعلومات الإدارية والمحاسبية.
- هندسة البرمجيات.
- تقنية المعلومات.
- الدراسات الإسلامية.
- القانون.

## وصلات خارجية
- الموقع الإلكتروني للكلية: jscst.edu.sd